# Dries (Opdorp)

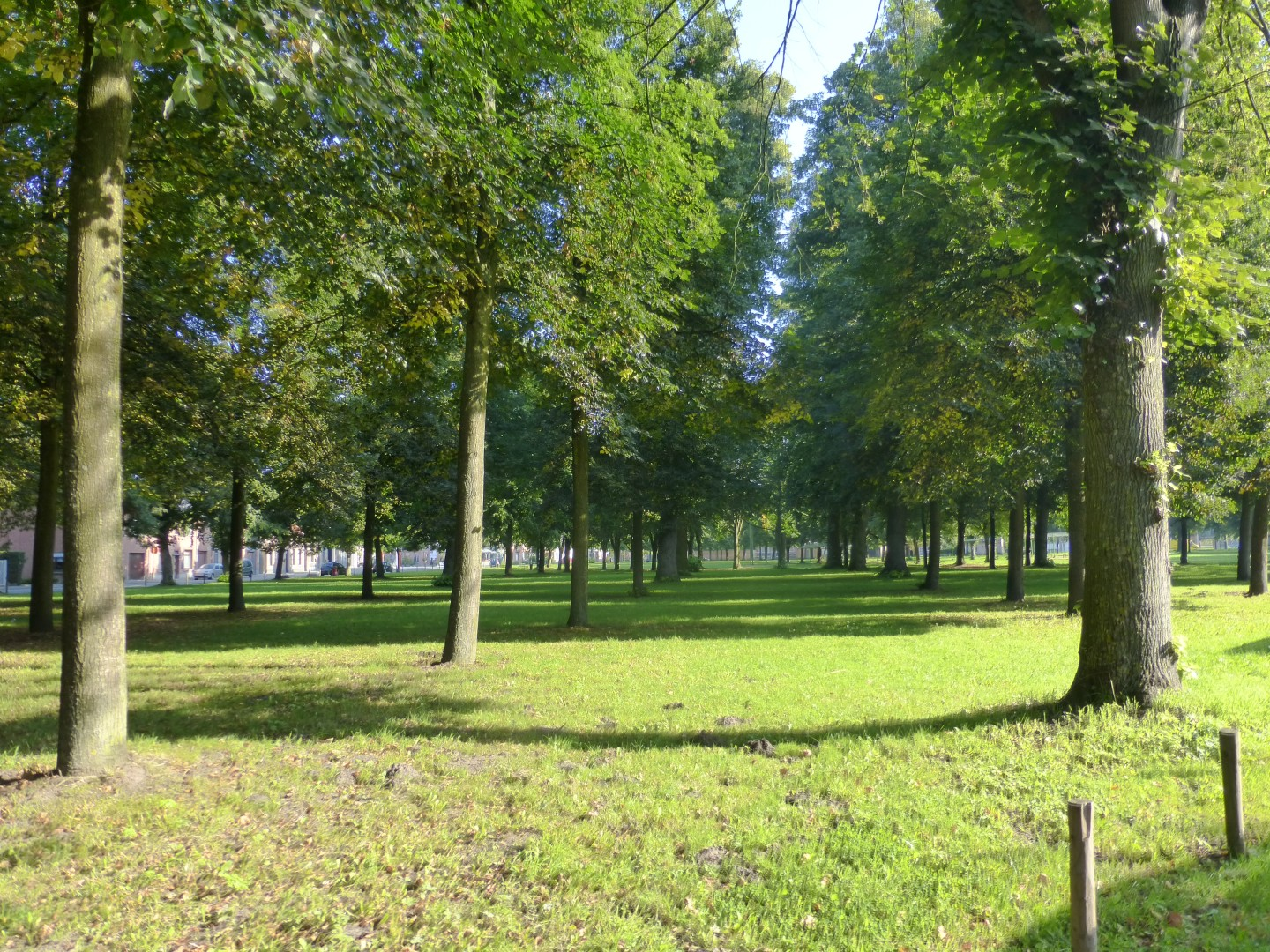
Dries

De Dries is het centrale dorpsplein van de tot de Oost-Vlaamse gemeente Buggenhout behorende plaats Opdorp.
Het betreft een met lindebomen beplant driehoekig grasveld van 4 ha. Oorspronkelijk was het een rechthoekig veld, maar de gemeente heeft een deel ervan omstreeks 1875 verkaveld, teneinde de bouw van de gemeenteschool en later ook het gemeentehuis mogelijk te maken. Verder vindt men aan en nabij de Dries het vroeg 19e eeuwse Drieskapelletje, een pomp van 1933, de Sint-Amanduskerk en de pastorie, het voormalig kloosterhuis van de Zusters van Sint-Vincentius en het Kasteel van Opdorp. Op de Dries vindt men de staande wippen van de plaatselijke schutterij.
De Dries is geklasseerd als beschermd historisch landschap en als beschermd monument.